# Shatterhand
Shatterhand (シャッターハンド?) är ett sidscrollande actionspel till NES utvecklat av Natsume och utgivet av Jaleco i Nordamerika 1991 och 1992 i Europa. Shatterhand släpptes ursprungligen av Angel (Bandai) i Japan 1991 som ett licensspel till Family Computer, baserat på serien Super Rescue Solbrain (特救指令ソルブレイン Tokkyū Shirei Soruburein?).

## Handling
Året är 2030, och en grupp upproriska militärer kända som "Metal Command", ledda av General Gus Grover, försöker erövra världen med hjälp av en armé med cyborgsoldater. Steve Hermann, polisman från Bronx, förlorar sina armar under striden med Metal Command. Han erbjuds dock att få två cybernetiska armar. Han accepterar det, och under kodnamnet Shatterhand, ger han sig ut för att besegra Metal Command.

### Fotnoter
1. 1 2 3  ”Shatterhand”. NES DB. 15 mars 1991. Arkiverad från originalet den 11 mars 2015. https://web.archive.org/web/20150311182654/http://www.nesdb.se/game_more.php?id=1296&rid=1. Läst 23 april 2014.
2. ↑  
  Natsume.
  Shatterhand.    Nintendo Entertainment System.     Bana/område: Instruction manual, page 6.
3. ↑  
  Natsume.
  Shatterhand.    Nintendo Entertainment System.     Bana/område: Instruction manual, page 7.